# Liste der Kulturgüter in Schneisingen
Die Liste der Kulturgüter in Schneisingen enthält alle Objekte in der Gemeinde Schneisingen im Kanton Aargau, die gemäss der Haager Konvention zum Schutz von Kulturgut bei bewaffneten Konflikten, dem Bundesgesetz vom 20. Juni 2014 über den Schutz der Kulturgüter bei bewaffneten Konflikten sowie der Verordnung vom 29. Oktober 2014 über den Schutz der Kulturgüter bei bewaffneten Konflikten unter Schutz stehen.
Objekte der Kategorie A sind im Gemeindegebiet nicht ausgewiesen, Objekte der Kategorie B sind vollständig in der Liste enthalten, Objekte der Kategorie C fehlen zurzeit (Stand: 1. Januar 2023). Unter übrige Baudenkmäler sind weitere geschützte Objekte zu finden, die in der Bau- und Nutzungsordnung der Gemeinde verzeichnet und nicht bereits in der Liste der Kulturgüter enthalten sind.

## Kulturgüter
| Foto |                                                                           | Objekt                                         | Kat. | Typ | Standort                           | Beschreibung |
| ---- | ------------------------------------------------------------------------- | ---------------------------------------------- | ---- | --- | ---------------------------------- | ------------ |
| ja   | Datei hochladen · Wikidata zu Schlössli (Q29580727)                       | Schlössli KGS-Nr.: 00239                       | B    | G   | Schlössliweg 3 669581 / 263601     |              |
| BW   | Datei hochladen · Wikidata zu Vielzweckbau (Q29580729)                    | Vielzweckbau KGS-Nr.: 15753                    | B    | G   | Schlössliweg 2 669527 / 263629     |              |
| ja   | Datei hochladen · Wikidata zu Bauernhaus (Q29580723)                      | Bauernhaus KGS-Nr.: 15754                      | B    | G   | Schulstrasse 1 669718 / 263525     |              |
| ja   | Datei hochladen · Wikidata zu Antonius-Kapelle (Q29580720)                | Antonius-Kapelle KGS-Nr.: 15755                | B    | G   | Schladstrasse 66.1 669493 / 263649 |              |
| ja   | Datei hochladen · Wikidata zu Römisch-katholische Pfarrkirche (Q29580725) | Römisch-katholische Pfarrkirche KGS-Nr.: 15756 | B    | G   | Rindelstrasse 5.2 669165 / 263965  |              |

## Übrige Baudenkmäler
| ID   | Foto |                                                                          | Objekt                                  | Typ | Standort                          | Beschreibung |
| ---- | ---- | ------------------------------------------------------------------------ | --------------------------------------- | --- | --------------------------------- | ------------ |
| 4.41 | ja   | Datei hochladen · Wikidata zu Ehemaliges Schulhaus von 1813 (Q105943555) | Ehemaliges Schulhaus von 1813           | G   | Zelglistrasse 1 669493 / 263649   |              |
| 4.46 | ja   | Datei hochladen                                                          | Gasthof Löwen                           | G   | Dorfstrasse 39 669551 / 263642    |              |
| 4.47 | ja   | Datei hochladen                                                          | Wohnhaus                                | G   | Dorfstrasse 38/40 669525 / 263675 |              |
| 4.48 | ja   | Datei hochladen                                                          | Bauernhaus                              | G   | Widenstrasse 1 669501 / 263549    |              |
| 4.49 | ja   | Datei hochladen                                                          | Wohnhaus                                | G   | Hünikerstrasse 10 669989 / 263036 |              |
| 4.51 | ja   | Datei hochladen                                                          | Wohnhaus                                | G   | Hünikerstrasse 15 670074 / 263107 |              |
| 4.57 | ja   | Datei hochladen                                                          | Gemeindehaus                            | G   | Schladstrasse 2 669473 / 263619   |              |
| 4.62 | ja   | Datei hochladen                                                          | Wohnhaus                                | G   | Wysshus 1/3/5 670113 / 263530     |              |
| 4.70 | BW   | Datei hochladen                                                          | Römisch-katholisches Pfarrhaus von 1677 | G   | Rindelstrasse 5 669159 / 263996   |              |

Legende: Siehe Legende der Liste der Kulturgüter von nationaler und regionaler Bedeutung. Anstelle der KGS-Nummer wird als Objekt-Identifikator (ID) die Inventar- oder Gebäudenummer in der Bau- und Nutzungsordnung der Gemeinde verwendet.